# 코오롱그룹
코오롱그룹(Kolon Group)은 대한민국의 재벌로 코스피 상장기업인 (주)코오롱을 지주회사로 하는 기업집단이다. 그룹 본사는 정부과천청사역 인근에 있다.

## 개요
1957년 창업주 이원만과 아들 이동찬은 나일론 생산을 목적으로 대구에서 코오롱의 전신인 한국나이롱을 설립하였으며 이 탓인지 한때 대구 연고 프로축구팀 창단을 타진하기도 했다. 코오롱(KOLON)은 KOrea nyLON(코리아 나일론)의 줄임말로, 국내 최초 나일론 생산으로 한국의 섬유산업을 이끌었다. 이후 전자, 유통, 건설, 화학, 제약 등 다양한 사업으로 진출 그룹체계를 확립한다. 한때 재계순위 10위권 이내였던 코오롱은 IMF를 거치면서 위기를 겪게 되나 성공적인 사업 구조조정 등의 과정을 통해 현재 30대 중견기업으로 자리매김하고 있다. 2009년 지주회사로 전환했다. 보유 계열사는 약 40여개이다. 또한 코오롱그룹은 한국 스포츠 발전에도 많은 기여를 했다. 마라톤, 골프, 여자농구, 양궁 등 각종 스포츠에 대한 지원을 지속하고 있다. 코오롱고교구간 마라톤과 한국오픈 등이 대표적인 사례이다.

## 사업
코오롱그룹은 지주회사 체제로 전환, 과거 (주)코오롱과 코오롱인더스트리(주)로 분할되었다. 지주회사인 (주)코오롱은 계열사들의 지분을 소유, 그룹 전체 계열사를 지배하는 구조를 지니고 있다. 지주회사는 사업을 영위하는 것이 아니라, 계열사들의 수익배당 및 보유주식 가치의 변화에 따른 시장가치 그리고 임대수익, 상표권 수익, 기타 건물 등 보유자산의 임대수익 등을 받는다. 현재 지주회사의 매출구성은 수입수수료 48%, 배당금수익 27%, 임대수익 25% 가량으로 이루어진다.
산업재 사업이 주력이라, 일반 소비자를 대상으로 하는 업종이 상대적으로 적다. 몇몇 고급 제품을 수입하여 판매하는 것 외에는 주로 의류 및 제약업, 서비스업 정도다.
연결대상 종속회사로는 화학, 산업자재 및 패션의류 등을 제조하는 코오롱인더스트리 (FnC코오롱 포함 - 코오롱스포츠는 FnC코오롱의 패션 브랜드 중 하나로 대표 브랜드는 잭니클라우스, 헤드, 캐스케이드, 쿠아, 캠브리지 등), 코오롱글로텍, 종합건설업 및 상사, 자동차 유통업 등 복합사업을 영위하는 코오롱글로벌, 전자부품 제조업을 영위하는 네오뷰코오롱, 시스템 소프트웨어 개발과 공급을 하는 코오롱베니트, 의로 및 제약분야에 코오롱제약, 코오롱생명과학, 티슈진, 코오롱웰케어 식음료 등의 비어드파파, 스포츠 및 레져관련 MOD 등 약 40여개의 계열사를 보유하고 있다. 기타 코오롱스포렉스, 코오롱호텔, 마우나오션리조트, 우정힐스, 라비에벨컨트리클럽 등 다양한 자산을 운영하고 있다.

## 규모 및 실적
지주회사인 코오롱만을 보면 2022년 현재 시가총액 3,200억원 가량이다. 순이익은 2012년부터 적자로 전환하고 있다.
코오롱그룹의 전체 매출은 약 10조 규모이다. 약 40%는 코오롱그룹의 주력 계열사인 코오롱인더스트리, 30%는 코오롱글로벌, 나머지는 기타 계열사에서 매출이 나온다. 매년 코오롱그룹 전체의 연결 순이익은 약 3천억 규모로 추정된다. 특히 제조업 즉 장치산업의 특성상 제조업군은 많은 자산을 보유하고 있다. 또한 코오롱글로벌 역시 유통사업군 (BMW 및 스포렉스 등) 관련하여 많은 부동산 자산을 보유하고 있다. 최근 코오롱생명과학 및 티슈진 이슈로 기업가치 역시 상승하고 있다. 코오롱그룹은 공기업 제외 국내 40대 재벌기업임에도 불구하고 그 실적이나 규모, 사업군이 잘 알려져 있지 않은 편이다. 때문에 일부에서는 코오롱그룹의 기업가치가 매우 저평가 되어 있는 것으로 분석하고 있다.

## 사건 및 사고
2014년 2월 17일, 이웅열 코오롱그룹 회장이 운영하는 경주 마우나오션리조트에서 오리엔테이션 행사 중이던 대학생들이 강당 천장 붕괴로 사망하는 대형 참사가 발생하였다. 이웅열 회장은 임시 빈소가 마련된 울산 21세기 좋은병원을 찾아 피해자들을 위로했다. 마우나리조트는 유족들에게 진심어린 사과와 함께 빠른 보상합의를 이끌어 냈다. 유족대표는 합의 배경에 대해 "코오롱 측에서도 사과했고, 최대한 노력한 것으로 판단했다"고 말했다."유족-코오롱 보상합의" "이웅열 코오롱회장 리조트 붕괴 피해보상 위해 사재출연"
사고를 수습하고, 사과하는 코오롱의 모습은 이후 타 기업에 타산지석이 되고 있다. “몸 낮춰서” 대형사고 대처 기업태도 달라졌다"

## 관계사
- (주)코오롱: 코오롱그룹 지주회사
- 코오롱인더스트리
- 코오롱패션머티리얼
- 코오롱글로벌(건설부문)
- 코오롱모빌리티그룹
- 코오롱모터스
- 코오롱베니트
- 코오롱생명과학
- 코오롱바이오텍
- 코오롱티슈진
- 코오롱제약
- 티슈진 더블유스토어
- 코오롱웰케어
- 코오롱글로텍
- 코오롱바스프이노폼
- 코오롱ENP
- 코오롱이앤씨
- 코오롱하우스비전
- 코오롱인베스트먼트
- 코오롱데크컴퍼지트
- 코오롱제이모빌리티
- 코오롱오토케어서비스
- 코오롱아우토
- 코오롱오토모티브
- 코오롱머티리얼
- 코오롱LSI
- MOD
- 그린나래

- 서서울고속도로

R&D부문
- 코오롱인더스트리 중앙기술원
- 코오롱글로벌 기술연구소
- 코오롱인더스트리 기능소재 기술연구소
- 코오롱글로텍기술연구소
- 코오롱패션머티리얼연구소
- 코오롱생명과학연구소
- 코오롱제약의약연구소

과거 계열사
- 코리아e플랫폼: 광동제약에 매각
- A&C코오롱(문화예술TV): iHQ에 매각 (현 K-Star)
- 코오롱고속: 금호고속에 매각
- 코오롱-메트생명: 미국 메트로폴리탄생명에 매각 (현 메트라이프생명)
- 코오롱워터앤에너지: SC PE에 매각(현 환경관리주식회사)

## 같이 보기
- 경주 마우나오션리조트 체육관 붕괴 사고

## 참고 문헌
1. ↑  정용균 (2000년 12월 20일). “[대구/경북]대구 프로축구팀 창단 힘들다”. 동아일보. 2020년 10월 26일에 확인함.
2. ↑  코오롱스포츠를 대표하는 브랜드로 액티브가 있었다. 1990년대 농구화 대유행 당시 나이키, 리복의 강세속에 프로스펙스, 르까프와 함께 국산 브랜드 삼각편대를 이루며 선전하였다.
3. ↑  마우나리조트 붕괴 사고: 이웅열 코오롱 회장, “엎드려 사죄…수습 만전 기하겠다” 헤럴드POP 2014.02.18
4. ↑  연합뉴스 리조트 붕괴 사망 학생 유족-코오롱그룹 보상 합의
5. ↑  아시아투데이 이웅열 코오롱 회장, 리조트 붕괴 피해보상 위해 사재 출연
6. ↑  서울신문 “몸 낮춰서” 대형사고 대처 기업태도 달라졌다